# Filmtheater am Friedrichshain

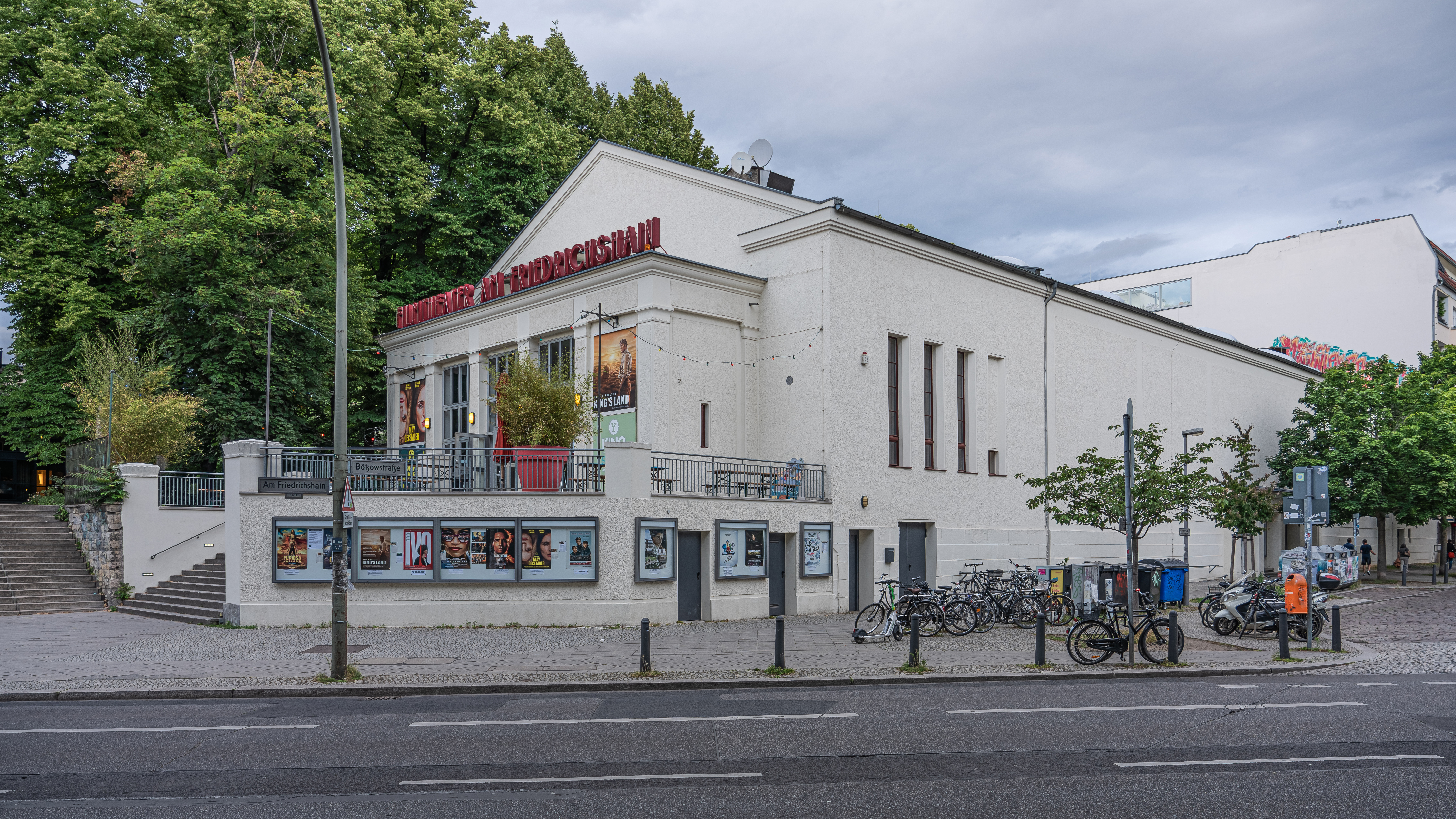
Filmtheater am Friedrichshain, Gesamtansicht von der Straße Am Friedrichshain aus

Das Filmtheater am Friedrichshain (kurz: FaF) ist ein Kino im Berliner Ortsteil Prenzlauer Berg des Bezirks Pankow, das sich im Bötzowviertel am Rande des namensgebenden Volksparks Friedrichshain befindet. Das 1924/1925 errichtete neoklassizistische Gebäude steht unter Denkmalschutz und wird heute noch als Kino genutzt.

## Bau und Nutzung
Das Gebäude wurde als Olympia-Filmtheater nach Plänen des Architekten Otto Werner auf dem Gelände der Actien-Brauerei Friedrichshain errichtet. Das Grundstück liegt nördlich der Einmündung der Bötzowstraße in die Straße Am Friedrichshain. Unweit des Kinos befand sich der von Max Schilling 1886–1888 errichtete Saalbau Friedrichshain, ein Vergnügungsgebäude mit Platz für 1000 Besucher.
Im Februar 1925 wurde das Kino mit einer Aufführung des kurz zuvor erschienenen Films Aschermittwoch u. a. mit Adele Sandrock eröffnet. Das Kino fasste 1200 Besucher und besaß den für die Stummfilmzeit typischen Orchestergraben. In den 1930er Jahren übernahm die UFA das Kino und benannte es in Ufa-Theater-Friedrichshain um. Das große Lichtspieltheater wurde nun für die Propagandafilme der NS-Zeit genutzt, beispielsweise bei dem Internationalen Filmkongress 1935. Die Einladungen der 25 Länder erfolgte durch den Präsidenten des Reichsverbandes deutscher Filmtheater e. V. Berlin, Fritz Bertram. Die Oberleitung hatte der Präsident der Reichsfilmkammer Fritz Scheuermann.

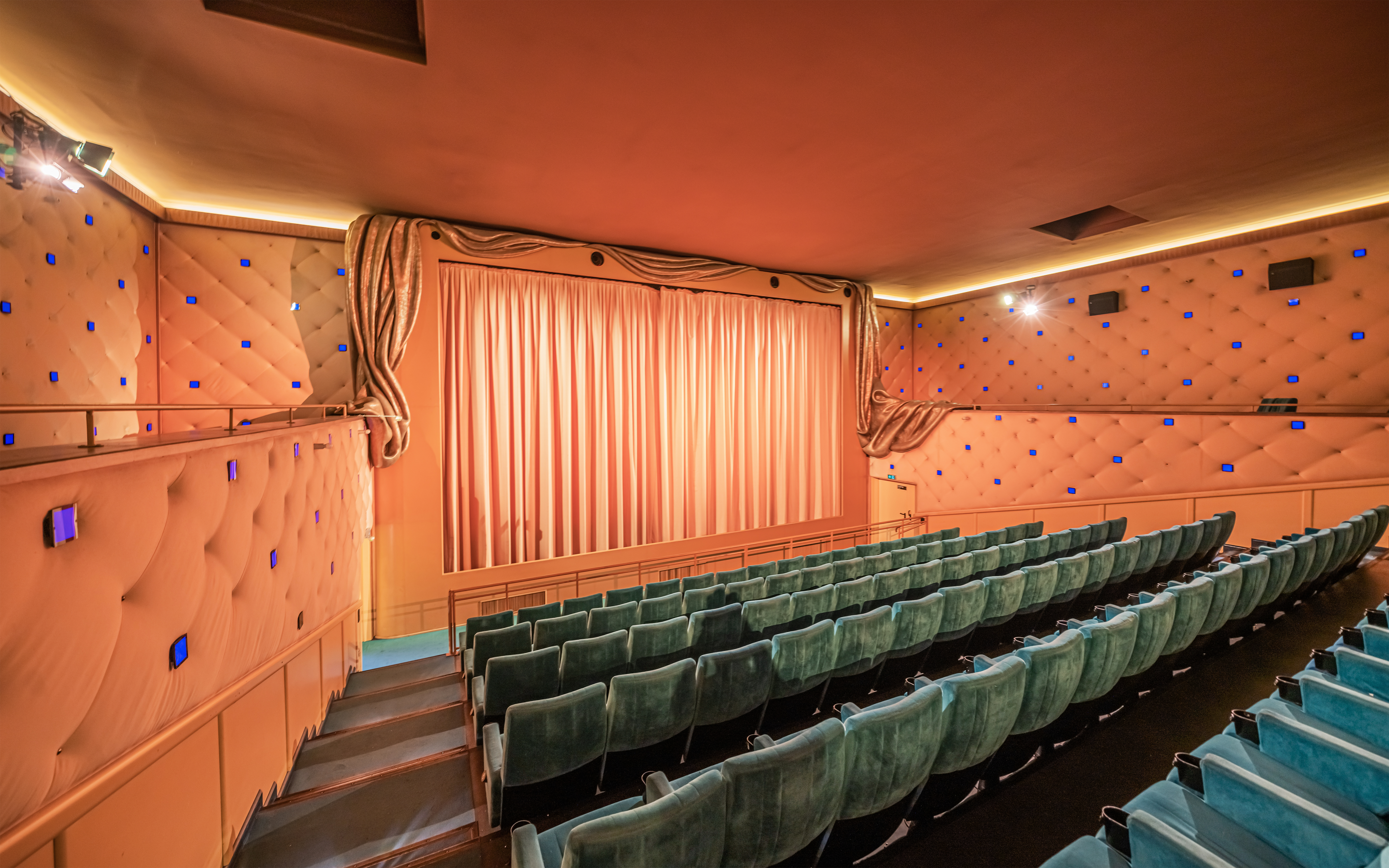
Saal 2 des Filmtheaters am Friedrichshain

Im Zweiten Weltkrieg wurde das Gebäude nicht nennenswert beschädigt. In der Nachkriegszeit, als in Ost-Berlin kaum unbeschädigte Publikumsbauten mit großem Fassungsvermögen zur Verfügung standen, diente das Filmtheater auch als Versammlungsort und als Uraufführungskino, u. a. für Ehe im Schatten (1947) und Die Brücke (1949). 1957 wurde das inzwischen volkseigene Kino durch die VEB Berliner Filmtheater baulich verändert. Durch Einbau von Treppen im Bühnenbereich verkürzte sich der Saal, sodass schließlich nur noch 250 Plätze vorhanden waren. Das Gebäude wurde während des gesamten Bestehens der DDR als Kino genutzt, 1982 war es während der Bauarbeiten im Deutschen Theater eine der Ausweichspielstätten.
Nach der politischen Wende stand das Kino einige Jahre leer und der Abriss drohte. 1995 kaufte der Regisseur Michael Verhoeven das Gebäude von der Treuhand und ließ es zusammen mit der Yorck Kino GmbH renovieren und umbauen. Die Fassade wurde dabei wieder gemäß dem ursprünglichen Bauzustand hergestellt, im Inneren entstanden jedoch aus dem ehemals großen Saal fünf kleinere, individuell gestaltete Abspielräume.